# Rambodal
Rambodal är en stadsdel i södra Norrköping. De flesta husen ägs av bostadsrättsföreningar. Området byggdes under sent 1980-tal och har senare byggts ut med radhus och parvillor. Skola och affär finns i närområdet och närmsta centrum är Mirum Köpcentrum.
I Rambodal ligger mellanstadieskolan Rambodalsskolan och lågstadieskolorna Bjärby-skolan och Smedbyskolan. När en elev slutar på Rambodalskolan sker vidareutbildningen vanligen på Navestadsskolan i Navestad.